# Jukebox the Ghost
Jukebox The Ghost es un grupo musical estadounidense de rock formado en 2003 en Washington D. C. pero con sede en Filadelfia.
La banda está compuesta por Ben Thornewill (voces y piano), Tommy Siegel (voces y guitarra) y Jesse Kristin (batería).

## Historia
En 2003, Ben, Tommy y Jesse conocieron mientras asistían a la Universidad George Washington. Poco después, formaron una banda llamada "The Sunday Mail". Después de dos años, la banda decidió tomarse un descanso y durante ese tiempo, terminaron escribiendo mucho material nuevo y quisieron darle una nueva identidad al grupo, con lo cual se cambiaron el nombre a Jukebox The Ghost, después de la combinación de letras de una canción del músico Captain Beefheart y una línea del libro Pnin de Vladimir Nabokov.

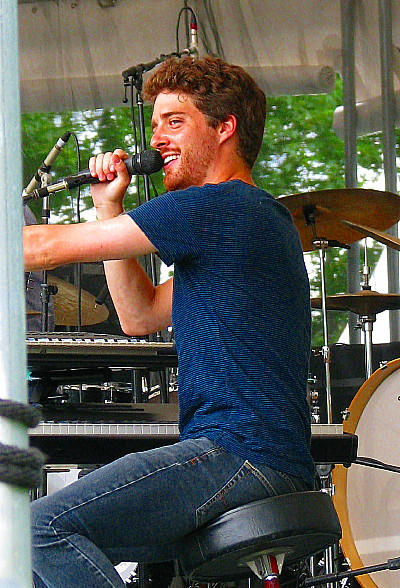
Ben Thornewell de Jukebox The Ghost en los teclados en el Appel Farm Arts and Music Festival, junio de 2012

El 22 de abril de 2008, lanzaron su primer álbum de estudio, titulado Let Live & Let Ghosts a través del sello discográfico Yep Roc Records. Jukebox The Ghost grabó un cover de la canción "Beautiful Life" del grupo Ace of Base's para el álbum recopilatorio del sello Engine Room Recordings, titulado Guilt by Association Vol. 2, que fue lanzado en noviembre de 2008. Después de su gira con Ben Folds a principios de abril de 2009, comenzaron su gira como cabeza de cartel en el Reino Unido con Nightmare of You y continuaron su gira como cabeza de cartel con Jenny Owen Youngs de vuelta en los Estados Unidos el 30 de abril en Chicago. Esta gira se prolongó hasta junio, momento en el que temporalmente dejó de hacer giras para concentrarse en su siguiente álbum, Everything Under the Sun. La banda comenzó a grabar para el nuevo álbum el 29 de septiembre de 2009 en los estudios Tarquin en Bridgeport, Connecticut.
En febrero de 2010, Jukebox the Ghost estuvo de gira por Europa con Adam Green de The Moldy Peaches. Esto fue seguido por una gira por separado en los Estados Unidos con las bandas Tally Hall y Skybox. El grupo viajó de nuevo a finales de mayo de 2010 con la banda de Free Energy, y tocó en el festival Lollapalooza en Chicago. El 1 de septiembre de 2010 marcó un hito importante para la banda, ya que apareció en el programa The Late Show With David Letterman. En 2010, el grupo estuvo de gira con los grupos Hellogoodbye, Now, Now Every Children, Gold Motel y You, Me And Everyone We Know.
Jukebox the Ghost fue la banda soporte del grupo Barenaked Ladies en su gira por los Estados Unidos entre octubre y noviembre de 2010 y nuevamente en febrero de 2011, y también abrieron para Jack's Mannequin en su gira de invierno a partir 19 de enero de 2012. El 27 de febrero de 2012, Jukebox the Ghost anunció que su tercer álbum, titulado Safe Travels, estaba terminado y que será lanzado el 12 de junio de 2012.

## Discografía

### Let Live and Let Ghosts
Jukebox the Ghost lanzó su primer álbum de estudio el 22 de abril de 2008. El disco fue grabado en Carolina del Norte con Ted Comerford de Army of Me. Jesse Kristin sufrió tendinitis durante la grabación del mismo.
| Let Live and Let Ghosts |                                     |            |          |  |
| N.º                     | Título                              | Vocalista  | Duración |  |
| 1.                      | «Good Day»                          | Thornewill | 4:14     |  |
| 2.                      | «Hold It In»                        | Thornewill | 3:29     |  |
| 3.                      | «Beady Eyes on the Horizon»         | Siegel     | 4:08     |  |
| 4.                      | «Under My Skin»                     | Thornewill | 3:20     |  |
| 5.                      | «Miss Templeton's 7000th Dream»     | Siegel     | 1:38     |  |
| 6.                      | «Static to the Heart»               | Siegel     | 4:33     |  |
| 7.                      | «Victoria»                          | Thornewill | 3:44     |  |
| 8.                      | «My Heart's the Same»               | Thornewill | 3:07     |  |
| 9.                      | «Lighting Myself on Fire»           | Thornewill | 3:48     |  |
| 10.                     | «Fire in the Sky»                   | Siegel     | 0:56     |  |
| 11.                     | «Where Are All the Scientists Now?» | Siegel     | 4:10     |  |
| 12.                     | «A Matter of Time»                  | Siegel     | 5:07     |  |

### Everything Under the Sun
El segundo álbum de Jukebox the Ghost fue lanzado el 7 de septiembre de 2010 y la canción "Empire" fue el primer sencillo, lanzado el 1 de junio de 2010.
| Everything Under the Sun |                       |                   |          |  |
| N.º                      | Título                | Vocalista         | Duración |  |
| 1.                       | «Schizophrenia»       | Thornewill        | 3:44     |  |
| 2.                       | «Half Crazy»          | Siegel            | 3:03     |  |
| 3.                       | «Empire»              | Thornewill        | 3:38     |  |
| 4.                       | «Summer Sun»          | Thornewill        | 2:15     |  |
| 5.                       | «Mistletoe»           | Thornewill        | 3:44     |  |
| 6.                       | «The Sun»             | Siegel            | 3:06     |  |
| 7.                       | «So Let Us Create»    | Thornewill        | 3:50     |  |
| 8.                       | «Carrying»            | Thornewill/Siegel | 4:16     |  |
| 9.                       | «The Sun (Interlude)» | Siegel            | 1:02     |  |
| 10.                      | «The Stars»           | Siegel            | 4:53     |  |
| 11.                      | «The Popular Thing»   | Thornewill        | 3:43     |  |
| 12.                      | «Nobody»              | Thornewill        | 4:23     |  |

### Safe Travels
El tercer álbum de Jukebox the Ghost fue lanzado el 12 de junio de 2012. El álbum fue lanzado como descarga digital el 5 de junio de 2012. "Somebody", el primer sencillo, salió al aire en NPR el 9 de abril de 2012, y fue lanzado oficialmente el 17 de abril de 2012. El segundo sencillo fue "Oh, Emily", fue lanzado el 13 de abril de 2012 en el sitio web del grupo.
| Safe Travels |                            |            |          |  |
| N.º          | Título                     | Vocalist   | Duración |  |
| 1.           | «Somebody»                 | Thornewill | 4:06     |  |
| 2.           | «Oh, Emily»                | Siegel     | 4:04     |  |
| 3.           | «At Last»                  | Thornewill | 3:36     |  |
| 4.           | «Say When»                 | Siegel     | 4:06     |  |
| 5.           | «Don't Let Me Fall Behind» | Thornewill | 3:50     |  |
| 6.           | «Dead»                     | Siegel     | 4:16     |  |
| 7.           | «Adulthood»                | Thornewill | 3:31     |  |
| 8.           | «Ghosts In Empty Houses»   | Siegel     | 3:58     |  |
| 9.           | «Devils On Our Side»       | Thornewill | 2:27     |  |
| 10.          | «All For Love»             | Thornewill | 3:33     |  |
| 11.          | «Man In The Moon»          | Siegel     | 1:58     |  |
| 12.          | «Everybody Knows»          | Thornewill | 3:54     |  |
| 13.          | «The Spiritual»            | Thornewill | 3:49     |  |
| 14.          | «A La La (Bonus Track)»    | Thornewill | 3:18     |  |

## Miembros
- Ben Thornewill - vocales y piano (2003-presente)
- Tommy Siegel - vocales y guitarra (2003-presente)
- Jesse Kristin - batería (2003-presente)

### Miembros adicionales
- Johnathan Dinklage - violín y viola en las canciones "At Last", "Adulthood", "All For Love" y "Everybody Knows"
- Dave Eggar - violoncello en las canciones "At Last", "Adulthood", "Devils On Our Side", "All For Love" y "Everybody Knows"
- Seth Faulk - congas en la canción "At Last"
- Dan Romer - guitarra, teclados, xilofón, percusión, ukulele, timpani, campanas.

## Cronología
|                |      |      |      |      |                         |      |                          |      |              |
|                |      |      |      |      | Let Live and Let Ghosts |      | Everything Under the Sun |      | Safe Travels |
| 2003           | 2004 | 2005 | 2006 | 2007 | 2008                    | 2009 | 2010                     | 2011 | 2012         |
| Ben Thornewill |      |      |      |      |                         |      |                          |      |              |
| Tommy Siegel   |      |      |      |      |                         |      |                          |      |              |
| Jesse Kristin  |      |      |      |      |                         |      |                          |      |              |

|  | Álbum editado |  | Voz principal |

|  | Batería |  | Guitarra |